# サンペドロ川

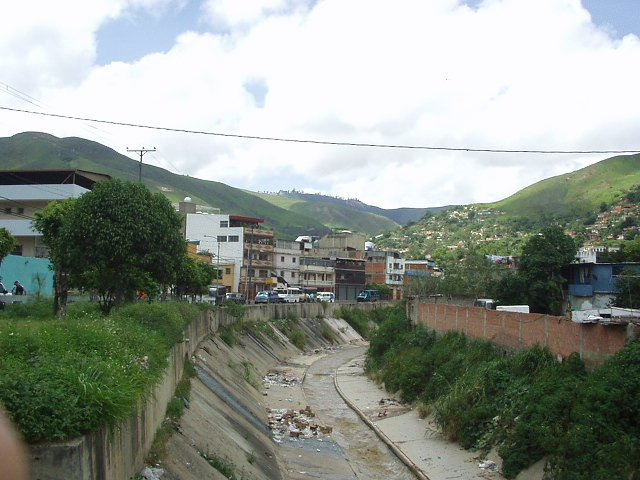
マカラオ川との合流点付近 (2004年6月)

サン・ペドロ川（サン・ペドロかわ、Río San Pedro）は、ベネズエラのミランダ州グアイカイプロ市と首都地区リベルタドル市を流れる川で、グアイレ川の支流である。
ミランダ州西部の山地に源を発し、東に流れる。サン・ペドロの町を通ってミランダ州の州都ロス・テケスの盆地に入り、そこで北に向きを変える。渓谷を通って首都地区リベルタドル市に入り、ラスアドフンタス付近でマカラオ川と合流する。合流後の川は、グアイレ川と呼ばれ、カラカス盆地に向かう。ロス・テケスとラス・アドフンタスの間は険しい谷だが、2006年に多数のトンネルと橋を作ってロス・テケス鉄道が開通した。